# Gammelsdorf
Gammelsdorf är en kommun och ort i Landkreis Freising i Regierungsbezirk Oberbayern i förbundslandet Bayern i Tyskland.
Kommunen ingår i kommunalförbundet Mauern tillsammans med kommunerna Hörgertshausen, Mauern och Wang.